# Samtgemeinde Uelsen
La Samtgemeinde Uelsen est une Samtgemeinde, c'est-à-dire une forme d'intercommunalité de Basse-Saxe, de l'arrondissement du Comté de Bentheim, dans le Nord de l'Allemagne. Elle regroupe sept municipalités.

## Source, notes et références
- (de) Cet article est partiellement ou en totalité issu de l’article de Wikipédia en allemand intitulé « Samtgemeinde Uelsen » (voir la liste des auteurs).